# Mohegan
Mohegan /od maïngan, 'wolf.' Trumbull)/ (Mohican. Nazivani i imenima River Indijanci i   Upland Indijanci), pleme američkih Indijanaca porodice Algonquian naseljeno u rano 17. stoljeću na gornjem toku rijeke Thames u Connecticutu. Kada su u taj kraj pristigli prvi Europljani Mohegani i Pequoti su bili jedan narod koji je živio pod vodstvom poglavice Sassacusa, kojega će povijest upamiti kao poglavicu Pequota. nešto kasnije Uncas (Onkos), podređeni poglavica ustat će protiv Sassacusa i povest manju bandu Indijanaca na rijeku Thames kod Norwicha. Ova banda otada će se zvat Mohegan. Nakon pada Sassacusa veliki dijelovi Pequota pridružit će se Moheganima, čiji će broj 1643. tako narast na 2,300. Uncas tako zavlada teritorijem obadva plemena, a Mohegani postaju najjaćim plemenom Nove Engleske. Širenjem naselja bijelih naseljenika Mohegani prodaju svoj teritorij i dobivaju rezervat na rijeci Thames u okrugu New London u Connecticutu. Dio njih priključit će se Scaticook Indijancima, a još veći pod vodstvom Samsona Occoma (1786) odlaze u New York s Montauk Indijancima gdje će u okrugu Oneida osnovat Borother Towns. Ovo pleme postat će poznato kao Brotherton Indijanci koji danas žive u Wisconsinu.
Prema izvještajima preostalo ih je 750 (1705.); 206 (1774.); 84 (1804.). Godine 1825. popisano ih je 300, a zatim 350 (1825.), ali ovo povećanje nastaje asimilacijom crnaca i mješanaca. Broj im se u Connecticutu naročito povećava od 1970. (200); 2000. (800); 1,000 (2005.). Danas su organizirani kao Mohegan Nation čije je plemensko sjedište Uncasville. Potomaka imaju i u Wisconsinu među Brothertonima.

## Sela
- Ashowat, negdje oko Amstona
- Catantaquck, blizu rijeke Pachaug.
- Checapscaddock, jugoistočno od ušća riejke Shetucket, današnji Preston.
- Kitemaug, zapadna strana rijeke Thames između Uncasville i Massapeag.
- Mamaquaog, na rijeci Natchaug River sjeveroistočno od Willimantic.
- Mashantackack, blizu Palmertowna, današnji Montville.
- Massapeag, na zapadnoj strani Thamesa.
- Mohegan, današnji Mohegan, zapadna obala Thamesa.
- Moosup, današnji Moosup.
- Nawhesetuck, na rijeci Fenton River sjeverno od Willimantic.
- Pachaug, današnji Pachaug.
- Paugwonk, kod jezera Gardiner Lake današnji Salem.
- Pautexet, kod današnjeg Jewett City.
- Pigscomsuck, desna obala rijeke Quinebaug River na današnjem području između okruga New London i Windham.
- Poquechanneeg, blizu Lebanona.
- Poquetanock, kod Trading Cove.
- Shantuck, zapadna obala rijeke Thames sjeverno od Mohegana.
- Showtucket ili Shetucket, blizu Lisbona.
- Wauregan, na istočnoj strani rijeke Quinebaug kod Plainfielda.
- Willimantic, današnji Willimantic.
- Yantic, današnji Yantic na rijeci Yantic.

## Vanjske poveznice
- Mohegan Indian History
- Mohegan History
- Mohegan  Arhivirana inačica izvorne stranice od 21. studenoga 2007. (Wayback Machine)